# Crucescharellina
Crucescharellina is een mosdiertjesgeslacht uit de familie van de Conescharellinidae en de orde Cheilostomatida. De wetenschappelijke naam ervan is in 1947 voor het eerst geldig gepubliceerd door Silén.

## Soorten
- Crucescharellina aster Gordon & d'Hondt, 1997
- Crucescharellina australis Bock & Cook, 2004
- Crucescharellina decussis (Canu & Bassler, 1929)
- Crucescharellina japonica Silén, 1947
- Crucescharellina jugalis Gordon, 1989